# لاندري ووكر
لاندري ووكر (بالإنجليزية: Landry Walker)‏ هو كاتب أمريكي، ولد في 1 سبتمبر 1971.